# Hans Kloss (videogioco)
Hans Kloss è un videogioco pubblicato nel 1992 per Atari 8-bit e nel 1993 per Commodore 64 dalla polacca LK Avalon. Prende il nome dal protagonista della serie televisiva degli anni '60 Stawka większa niż życie, celebre in Polonia, ambientata durante l'occupazione tedesca della Polonia. Nel gioco Hans Kloss, o agente J-23, si introduce furtivamente nella Tana del Lupo per rubare i piani della V1.

## Modalità di gioco
L'ambiente di gioco è un labirinto bidimensionale a piattaforme, con visuale di profilo, composto da molte schermate collegate orizzontalmente e verticalmente. Il giocatore controlla Hans Kloss, disarmato, che per ricomporre il documento deve raccogliere 9 parti di disegno e 12 di testo sparse per la fortezza.
Hans può camminare, saltare e usare i numerosi ascensori. Gli altri tre tipi di oggetti che può raccogliere sono chiavi, cibo e bevande. Ciascuna chiave può aprire una qualsiasi delle porte bloccate, ma viene consumata nell'uso. Cibo e bevande hanno ciascuno un proprio indicatore che cala lentamente col passare del tempo, e se uno dei due si esaurisce si perde la partita.
La fortezza è protetta da difese automatiche: piccoli cingolati, che se toccati riducono rapidamente le riserve di cibo e bevande, e trappole a fotocellula con mitragliatrici che sparano automaticamente. Le mitragliatrici uccidono all'istante, ma si possono disattivare trovando il rispettivo interruttore. Le cadute dalle piattaforme sono invece innocue.
Ci sono alcuni tocchi umoristici: Hans che vomita se si raccoglie troppo cibo, o che si accende una sigaretta se lasciato a lungo inattivo.